# Symfonie nr. 181
De Finse componist Leif Segerstam voltooide zijn Symfonie nr. 181 in 2007. Segerstam is een veelschrijver op het gebied van de stijlvorm symfonie. Om een beeld te geven, Segerstam componeerde in 2007 zijn Symfonieën nrs. 174 tot en met 190, waarvan er op 5 december 2012 acht nog niet waren uitgevoerd.
Zijn symfonieën passen daarbij niet in het klassieke beeld van een symfonie. Zijn meeste symfonieën bestaan uit één deel of uit meerdere delen waarbij de uitvoerende instantie zelf mag kiezen welke delen hij/zij wel speelt en welke niet. Symfonie nr. 181 bestaat uit één deel, maar is onderverdeeld in minstens drie secties: de opening, na vijf minuten een rustiger gedeelte en na ongeveer 10 minuten de derde sectie. Het beluisteren van een symfonie van Segerstam is een beleving op zich, dat komt omdat zijn symfonieën voor de componist een soort dagboekfragmenten zijn. De meeste symfonieën van Segerstam worden slechts één keer uitgevoerd, vervolgens trekt de excentrieke Fin weer verder naar een volgende. 
Segerstam is tevens dirigent en heeft daarbij een aparte kijk op werken van Johannes Brahms, Gustav Mahler en Jean Sibelius. Zijn uitvoeringen staan bekend om de heldere interpretatie. De werken van de genoemde componisten zijn bijna allemaal standaardwerken met vastomlijnde aanduidingen binnen de klassieke muziek. Maat, tempo, toonsoort, alles ligt vast. De eigen symfonieën van Segerstam staan daar tegenover. Een maatsoort, tempo etc. is er eigenlijk niet, de muziek is bijna 100 % aleatorisch. Segerstam gaat daarin ver, bij uitvoeringen van zijn 181e symfonie was bijvoorbeeld geen dirigent aanwezig, de musici moesten het zelf uitvinden/klaren.
In deze symfonie is een belangrijke rol weggelegd voor de eerste violist van het orkest. Die komt met een ijle toon soms nauwelijks boven het orkest uit, maar is desalniettemin het belangrijkst.
Symfonie nr. 181 is geschreven voor de Bergen filharmoniske (BF), die het werk dan ook zonder dirigent uitvoerde op 28 februari 2008 en dat is dan ook de opnamedatum van de enige uitgave van dit werk. Ondine gaf het uit, samen met de symfonieën nummer 81 en 162 (beide ook zonder dirigent). De subtitel van het werk luidt: “Names itself when played” (raising the number with 100 for Bergen) onder meer verwijzend naar die Symfonie nr. 81, die ook voor de Bergen filharmoniske is geschreven.         
Symfonie nr. 181 is geschreven voor:
- 2 dwarsfluiten, 2 hobo’s, 2 klarinetten, 2 fagotten
- 4 hoorns, 3 trompetten, 3 trombones, 1 tuba
- pauken,  3 man/vrouw percussie, 2 harpen, 2  piano's,
- violen, altviolen, celli, contrabassen